# Carlos Servetti
Carlos Alberto Servetti Marchese (Montevideo, 25 dicembre 1914 – Vercelli, 18 giugno 1980) è stato un calciatore uruguaiano, di ruolo centrocampista o attaccante. Arriva a Genova, sull'Augustus, il 23 dicembre del 1936, in compagnia di tre connazionali, Pisano, acquistato dalla Sampierdarenese, e due giocatori del Bologna, Albanese e Liguera.
Centravanti-ala, il 13 giugno 1937 esordisce nel Genova che batte, per la Coppa Europa, 3-1 il Gradjanski. Al 50' minuto realizza il suo primo goal per i rossoblu'. Segna in tutte e tre le partite disputate dai liguri, che vengono squalificati per i fatti accaduti a Vienna nella partita contro l'Admira. Il 19 Settembre dello stesso anno esordisce in campionato in Lazio - Genova 2-1. Si dimostra un ottimo realizzatore ma, sfortuna, per un'ernia deve saltare dieci partite del girone di ritorno concludendo il torneo 1937-38 con 14 presenze e 9 reti. Dopo la prima partita della stagione seguente, per paura di essere arruolato, parte di nascosto per la Francia, assieme al compagno di squadra Figliola, imbarcandosi poi per il sudamerica.